# Widzim Stary
Widzim Stary – zamknięty przystanek kolejowy i ładownia, dawniej stacja kolejowa położona we wsi Stary Widzim w woj. wielkopolskim, w powiecie wolsztyńskim, w gminie Wolsztyn.